# Liste der Kulturdenkmale in Rellingen
In der Liste der Kulturdenkmale in Rellingen sind alle Kulturdenkmale der schleswig-holsteinischen Gemeinde Rellingen (Kreis Pinneberg) und ihrer Ortsteile aufgelistet (Stand: 10. März 2025).

## Legende
In den Spalten befinden sich folgende Informationen:
- Objekt-ID: die Nummer des Kulturdenkmales
- Lage: die Adresse des Kulturdenkmales und die geographischen Koordinaten. Kartenansicht, um Koordinaten zu setzen. In der Kartenansicht sind Kulturdenkmale ohne Koordinaten mit einem roten Marker dargestellt und können in der Karte gesetzt werden. Kulturdenkmale ohne Bild sind mit einem blauen Marker gekennzeichnet, Kulturdenkmale mit Bild mit einem grünen Marker.
- Offizielle Bezeichnung: Bezeichnung des Kulturdenkmales
- Beschreibung: die Beschreibung des Kulturdenkmales
- Bild: ein Bild des Kulturdenkmales

## Sachgesamtheiten
| Objekt-ID      | Lage                                              | Offizielle Bezeichnung | Beschreibung | Bild                             |
| -------------- | ------------------------------------------------- | ---------------------- | --- | -------------------------------- |
| 40792 Wikidata | Hauptstraße 27a, 27 (53° 38′ 56″ N, 9° 49′ 47″ O) | Kirche Rellingen       | Aktualisierung vorgesehen - Begründung: geschichtlich, künstlerisch, städtebaulich - Schutzumfang: Kirche mit Ausstattung, Kirchhof, Hauptpforte, Nebenpforte, Gusseisenpforte, Böschungsmauer, Lindenkranz, Ehrenmal beider Weltkriege (Hauptstraße 27 a); Pastorat von 1808 (Hauptstraße 27) | weitere Fotos \| Fotos hochladen |

## Mehrheit von baulichen Anlagen
| Objekt-ID      | Lage                                                                             | Offizielle Bezeichnung       | Beschreibung | Bild            |
| -------------- | -------------------------------------------------------------------------------- | ---------------------------- | --- | --------------- |
| 40196 Wikidata | Oberer Ehmschen 81, 83, 85, 87, 88, 89, 91, 93, 95 (53° 39′ 15″ N, 9° 48′ 56″ O) | Villen Oberer Ehmschen 81–95 | Villen Oberer Ehmschen 81-95; 1900-1908; Straßenzug mit neun stattlichen und repräsentativen Villen und Wohnhäusern der Zeit zwischen 1900 und 1908, vielfältige Dachlandschaft - Begründung: geschichtlich, künstlerisch, städtebaulich - Schutzumfang: Villen Oberer Ehmschen 81, 83 mit ehem. Remise mit Pferdestall, 87, 88, 89, 91 mit ehem. Remise, 93, 95; Wohnhaus (Oberer Ehmschen 85) | Fotos hochladen |

## Bauliche Anlagen
| Objekt-ID      | Lage                                                  | Offizielle Bezeichnung                        | Beschreibung | Bild            |
| -------------- | ----------------------------------------------------- | --------------------------------------------- | --- | --------------- |
| 3607 Wikidata  | Ehmschen 2 (53° 38′ 59″ N, 9° 49′ 37″ O)              | Fachhallenhaus                                | Alteintragung (Aktualisierung vorgesehen) - Begründung: geschichtlich, städtebaulich - Schutzumfang: gesamtes Äußeres - Denkmaltyp: Bauliche Anlage | Fotos hochladen |
| 3608 Wikidata  | Hauptstraße 17 (53° 38′ 50″ N, 9° 49′ 53″ O)          | Landhaus                                      | Landhaus; 1923 erbaut; Architekt: Kurt Felix Schmidt; repräsentativer Landsitz des Kaufmanns Julius Martens im Reformstil mit Elementen des Klinkerexpressionismus mit ausgedehntem Landschaftspark in der Niederung der Rellinger Mühlenau - Begründung: geschichtlich, künstlerisch, Kulturlandschaft prägend - Schutzumfang: Landhaus, Landhausgarten, Allee - Denkmaltyp: Bauliche Anlage                              | Fotos hochladen |
| 3610           | Hauptstraße 27a (53° 38′ 56″ N, 9° 49′ 46″ O)         | Kirche mit Ausstattung                        | Die evangelische Kirche wurde von 1754 bis 1756 von Cay Dose erbaut. Der Turm des romanischen Vorgängerbaues wurde mit in den Neubau einbezogen. Es ist ein achteckiger Zentralbau aus Backstein mit einem Mansarddach. Alteintragung (Aktualisierung vorgesehen) - Begründung: geschichtlich, künstlerisch, städtebaulich - Schutzumfang: gesamtes Objekt - Denkmaltyp: Bauliche Anlage, Sachgesamtheit: Kirche Rellingen | Fotos hochladen |
| 19808 Wikidata | Hauptstraße 27a (53° 38′ 55″ N, 9° 49′ 46″ O)         | Ehrenmal für die Gefallenen beider Weltkriege | 1923 eingeweihtes Ehrenmal; Entwurf des Architekten Hermann Höger (Mitarbeiter: Hopp); Kerkamiken von Bildhauer Ludwig Kunstmann; Alteintragung (Aktualisierung vorgesehen) - Begründung: geschichtlich, künstlerisch, städtebaulich - Schutzumfang: Alteintragung (Aktualisierung vorgesehen) - Denkmaltyp: Bauliche Anlage, Sachgesamtheit: Kirche Rellingen                                                             | Fotos hochladen |
| 9217           | Hauptstraße 137 (53° 39′ 18″ N, 9° 49′ 5″ O)          | Wohnhaus                                      | Wohnhaus; 1911, Architekt Otto Heinrich August Westphal; zweigeschossiger Putzbau mit Seitenrisalit und polygonalem Eckturm, Schopfwalmdach mit Ziergespärre, qualitätvolle Innenausstattung - Begründung: geschichtlich, künstlerisch, städtebaulich - Schutzumfang: Wohnhaus, - Denkmaltyp: Bauliche Anlage | BW              |
| 13537 Wikidata | Oberer Ehmschen 81 (53° 39′ 13″ N, 9° 49′ 0″ O)       | Villa                                         | Villa; nach 1904; zweigeschossiger Putzbau mit Eingang in seitlichem Anbau, stilprägende Elemente des Historismus und Reformstils, Zeltdach - Begründung: geschichtlich, städtebaulich - Schutzumfang: gesamtes Objekt - Denkmaltyp: Bauliche Anlage, Mehrheit von baulichen Anlagen: Villen Oberer Ehmschen 81-95 | Fotos hochladen |
| 9808 Wikidata  | Oberer Ehmschen 83 (53° 39′ 13″ N, 9° 48′ 59″ O)      | Villa                                         | Villa; 1905; ein- bis zweigeschossiges Backsteingebäude, Fassade mit Fachwerk und Zierausmauerungen im pittoresken Heimatstil, Walmdach; mit südwestlich anschließender ehem. Remise und ehem. Pferdestall - Begründung: geschichtlich, städtebaulich - Schutzumfang: Villa, ehem. Remise mit Pferdestall - Denkmaltyp: Bauliche Anlage, Mehrheit von baulichen Anlagen: Villen Oberer Ehmschen 81-95                      | Fotos hochladen |
| 11270 Wikidata | Oberer Ehmschen 87 (53° 39′ 14″ N, 9° 48′ 57″ O)      | Villa                                         | Villa; vor 1905; zweigeschossiger Putzbau mit Seitenrisalit mit eigenem, über Konsolen auskragendem Giebel, Krüppelwalmdach - Begründung: geschichtlich, städtebaulich - Schutzumfang: gesamtes Objekt - Denkmaltyp: Bauliche Anlage, Mehrheit von baulichen Anlagen: Villen Oberer Ehmschen 81-95 | Fotos hochladen |
| 24962 Wikidata | Oberer Ehmschen 88 (53° 39′ 15″ N, 9° 49′ 1″ O)       | Villa                                         | Villa; vor 1905; zweigeschossiger Putzbau mit backsteinsichtigen Stürzen und Sohlbänken und prägendem Fachwerk im Heimatstil am auskragenden Obergeschoss des Eckerkers mit eigenem Pyramidendach; Mansardwalmdach - Begründung: geschichtlich, städtebaulich - Schutzumfang: gesamtes Objekt - Denkmaltyp: Bauliche Anlage, Mehrheit von baulichen Anlagen: Villen Oberer Ehmschen 81-95                                  | BW              |
| 24970 Wikidata | Oberer Ehmschen 89 (53° 39′ 14″ N, 9° 48′ 56″ O)      | Villa                                         | Villa; vor 1905; zweigeschossiger klinkerverblendeter Bau mit verputzten giebelbekrönten Fensterfaschen, in den Giebeln Fachwerk mit Muschelmotiven der Renaissance in den Gefachen, Schieferdach - Begründung: geschichtlich, städtebaulich - Schutzumfang: gesamtes Objekt - Denkmaltyp: Bauliche Anlage, Mehrheit von baulichen Anlagen: Villen Oberer Ehmschen 81-95                                                   | Fotos hochladen |
| 25547 Wikidata | Oberer Ehmschen 91 (53° 39′ 14″ N, 9° 48′ 55″ O)      | Villa                                         | Villa; 1903; zweigeschossiger Kubus mit seitlichem, über die Traufe reichenden Risalit mit Pyramidendach, Fassade mit roten Blendklinkern, historistische Gestaltungselemente weiß verputzt, Schieferdeckung; mit ehem. Remise - Begründung: geschichtlich, städtebaulich - Schutzumfang: Villa, ehem. Remise - Denkmaltyp: Bauliche Anlage, Mehrheit von baulichen Anlagen: Villen Oberer Ehmschen 81-95                  | Fotos hochladen |
| 25482 Wikidata | Oberer Ehmschen 93 (53° 39′ 15″ N, 9° 48′ 54″ O)      | Villa                                         | Villa; vor 1905; zweigeschossiger Putzbau über Sockelgeschoss mit prägender Pilasterrahmung der Fenster; Zeltdach mit Gaubentürmchen - Begründung: geschichtlich, künstlerisch, städtebaulich - Schutzumfang: gesamtes Objekt - Denkmaltyp: Bauliche Anlage, Mehrheit von baulichen Anlagen: Villen Oberer Ehmschen 81-95                                                                                                  | BW              |
| 10167 Wikidata | Oberer Ehmschen 95 (53° 39′ 15″ N, 9° 48′ 53″ O)      | Villa                                         | Villa; nach 1904; zweigeschossiger Putzbau über Sockelgeschoss mit Eckrisalit mit eigenem Krüppelwalmdach, Eingang in seitlichem, eingeschossigen Vorbau mit Altan, Zeltdach - Begründung: geschichtlich, städtebaulich - Schutzumfang: gesamtes Objekt - Denkmaltyp: Bauliche Anlage, Mehrheit von baulichen Anlagen: Villen Oberer Ehmschen 81-95                                                                        | BW              |
| 25641          | Tangstedter Chaussee 70 (53° 39′ 38″ N, 9° 50′ 10″ O) | Villa                                         | Villa; kurz nach 1900; reich geschmückter Wohnbau mit neoklassizistischen Fassadenelementen, ein- bis zweigeschossig, flaches Walmdach - Begründung: geschichtlich, städtebaulich - Schutzumfang: gesamtes Objekt - Denkmaltyp: Bauliche Anlage | BW              |

## Gründenkmale
| Objekt-ID      | Lage                                              | Offizielle Bezeichnung | Beschreibung | Bild            |
| -------------- | ------------------------------------------------- | ---------------------- | --- | --------------- |
| 27585          | Hamburger Straße 24 (53° 38′ 56″ N, 9° 49′ 59″ O) | Friedhof               | Friedhof Rellingen; 1838 angelegt; östlich und unweit der Rellinger Kirche gelegenes Areal, mehrfach erweitert, historische Lindenallee am westlichen Zugang, Rondell sowie axial und in Reihe angeordnete Wegeführung, mehrere historische Grabstätten, Backsteineinfriedung an der Hauptstraße, zwei Kapellen und ein Glockenturm - Begründung: geschichtlich, künstlerisch, städtebaulich - Schutzumfang: Friedhof, Alte Kapelle, Neue Kapelle, Glockenturm, Einfriedung, Lindenallee, Grabmal Familie A. Flohr, Grabmal Familie Krohn, Grabstätte der Familien W. und H. Heins, Grabmal Familie M. Ostermann, Grabmal Familie Gustav Pein, Grabmal Eheleute Hoffmann - Denkmaltyp: Gründenkmal | BW              |
| 19802 Wikidata | Hauptstraße 27 a (53° 38′ 55″ N, 9° 49′ 47″ O)    | Kirchhof               | Alteintragung (Aktualisierung vorgesehen) - Begründung: geschichtlich, städtebaulich - Schutzumfang: Kirchhof, Hauptpforte, Nebenpforte, Gusseisenpforte, Böschungsmauer, Lindenkranz - Denkmaltyp: Gründenkmal, Sachgesamtheit: Kirche Rellingen | Fotos hochladen |

## Ehemalige Kulturdenkmale
Bis zum Inkrafttreten der Neufassung des schleswig-holsteinischen Denkmalschutzgesetzes am 30. Januar 2015 waren in der Gemeinde Rellingen nachfolgend aufgeführte Objekte als Kulturdenkmale gemäß §1 des alten Denkmalschutzgesetzes (DSchG SH 1996) geschützt:
| Objekt-ID | Lage                                                | Offizielle Bezeichnung           | Beschreibung                           | Bild                                    |
| --------- | --------------------------------------------------- | -------------------------------- | -------------------------------------- | --------------------------------------- |
|           | Am Gedenkstein 7 (53° 39′ 12″ N, 9° 51′ 1″ O)       | Hallenhaus                       | nicht mehr erhalten / Stand 2012-08-07 | BW                                      |
|           | Am Markt 6 (53° 38′ 57″ N, 9° 49′ 40″ O)            | Hallenhaus mit Gaststätte        | nicht mehr erhalten, 2012 abgerissen   | Fotos hochladen                         |
|           | Ehmschen 10 (53° 39′ 0″ N, 9° 49′ 34″ O)            | Wohnhaus                         | nicht mehr erhalten / Stand 2012-09-02 | BW                                      |
|           | Ehmschen 7 (53° 39′ 0″ N, 9° 49′ 32″ O)             | Wohnhaus                         |                                        | Fotos hochladen                         |
|           | Ehmschen 88 ()                                      | Wohnhaus                         |                                        | Direkt Bild zu diesem Denkmal hochladen |
|           | Eichenstraße 10 (53° 39′ 22″ N, 9° 49′ 0″ O)        | Wohnhaus                         |                                        | BW                                      |
|           | Gärtnerstraße 10 (53° 39′ 26″ N, 9° 49′ 9″ O)       | Baumschulvilla                   |                                        | BW                                      |
|           | Hallstraße 2a (53° 38′ 21″ N, 9° 50′ 34″ O)         | Baumschulgebäude                 |                                        | Fotos hochladen                         |
|           | Hauptstraße 20 (53° 38′ 51″ N, 9° 49′ 53″ O)        | Haus                             |                                        | Fotos hochladen                         |
|           | Hauptstraße 27b (53° 38′ 54″ N, 9° 49′ 46″ O)       | Ehemaliges Konfirmandenhaus      |                                        | Fotos hochladen                         |
|           | Hauptstraße 42 (53° 38′ 58″ N, 9° 49′ 49″ O)        | Hallenhaus                       |                                        | Fotos hochladen                         |
|           | Hauptstraße 88 (53° 39′ 15″ N, 9° 49′ 41″ O)        | Wohnhaus                         |                                        | Fotos hochladen                         |
|           | Hauptstraße 90 (53° 39′ 16″ N, 9° 49′ 40″ O)        | Wohnhaus                         | Abgegangen                             | Fotos hochladen                         |
|           | Hauptstraße 92 (53° 39′ 15″ N, 9° 49′ 39″ O)        | Wohnhaus                         |                                        | Fotos hochladen                         |
|           | Heidestraße 84 (53° 37′ 53″ N, 9° 52′ 15″ O)        | Schule Krupunder                 |                                        | Fotos hochladen                         |
|           | Hohle Straße 14 (53° 39′ 8″ N, 9° 49′ 34″ O)        | Turnerheim                       |                                        | Fotos hochladen                         |
|           | Industriestraße 20 (53° 38′ 24″ N, 9° 53′ 5″ O)     | Fertigungshalle mit Büro         |                                        | BW                                      |
|           | Kirchenstraße 2 (53° 38′ 57″ N, 9° 49′ 45″ O)       | Wohnhaus                         |                                        | Fotos hochladen                         |
|           | Oberer Ehmschen 102 (53° 39′ 17″ N, 9° 48′ 54″ O)   | Wohnhaus                         |                                        | BW                                      |
|           | Oberer Ehmschen 104 (53° 39′ 17″ N, 9° 48′ 53″ O)   | Wohnhaus                         |                                        | BW                                      |
|           | Poststraße 1 (53° 38′ 59″ N, 9° 49′ 46″ O)          | Doppelhaus                       |                                        | Fotos hochladen                         |
|           | Poststraße 6 (53° 38′ 59″ N, 9° 49′ 42″ O)          | Historisches Gebäude mit Galerie |                                        | Fotos hochladen                         |
|           | Stawedder 25 (53° 38′ 35″ N, 9° 50′ 8″ O)           | Ehemaliges Elektrizitätswerk     |                                        | Fotos hochladen                         |
|           | Tangstedter Straße 57 (53° 39′ 39″ N, 9° 48′ 56″ O) | Villa                            |                                        | BW                                      |

## Quelle
- Liste der Kulturdenkmale in Schleswig-Holstein – Kreis Pinneberg (PDF)